# Anton Giulio Barrili

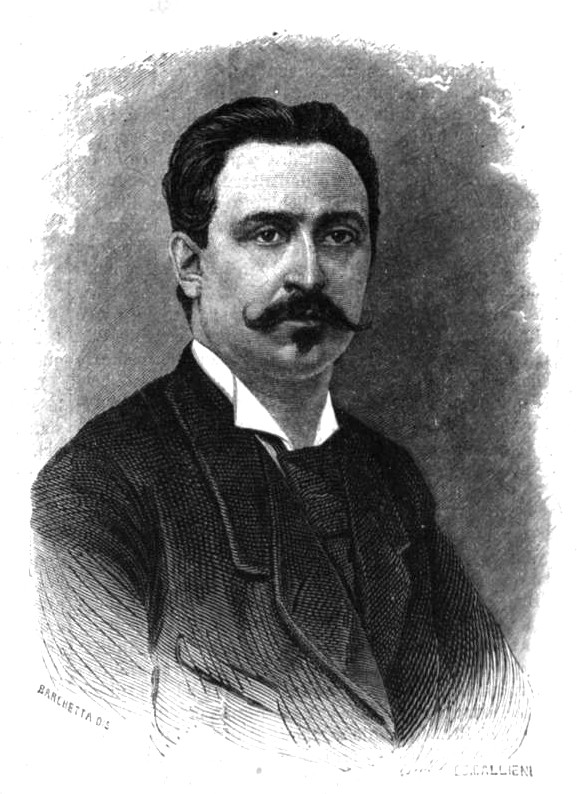
Anton Giulio Barrili (1874)

Antonio „Anton“ Giulio Barrili (* 14. Dezember 1836 in Savona; † 14. August 1908 in Carcare, Provinz Savona) war ein italienischer Soldat, Journalist, Universitätsprofessor, Zeitungsherausgeber, Schriftsteller und Novellist.

## Leben
Barrili schloss sich 1866 im Trentino dem Gefolge Giuseppe Garibaldis an, der ihn zum Ordonnanzoffizier ernannte. Er beteiligte sich am revolutionären Feldzug von 1859, an den Kämpfen 1866 in Tirol und an der römischen Expedition 1867, wobei er in Mentana verwundet wurde. Er war offizieller Sprecher Garibaldis. Bereits seit dem 18. Lebensjahr war er als Schriftsteller tätig und übernahm vier Jahre später die Leitung des Movimento. Er wurde 1872 Eigentümer und Redakteur eines Genueser Journals namens Il Caffaro und war Mitarbeiter des Colombo. Er arbeitete als Journalist. Barrili war politisch für die äußerste Linke engagiert und fungierte von 1876 bis 1879 Parlamentsabgeordneter. Später näherte er sich politisch der Rechten Fraktion an.
Bekannt wurde er als Romanschriftsteller, der in seinen Werken empfindsame, frische, lebhafte aber auch ironische Texte verfasste. Er schrieb zudem ein Theaterstück La Legge Oppia (eine Tragödie in 3 Akten), das wenig erfolgreich war. 1894 wurde er Professor für italienische Literatur an der Universität Genua und im Jahr 1895 verfasste er seine Kriegserinnerungen unter dem Titel italienisch Con Garibaldi alle porte di Roma ‚Mit Garibaldi vor den Toren Roms‘. Seit 1903 wurde er zum „Rector magnificus“ der Universität ernannt.
Barrili war vom 17. November 1861 bis 1906 ordentliches Mitglied der Società Ligure di Storia Patria und wurde am 10. Februar 1907 zum Ehrenpräsidenten ernannt.

## Werke (Auswahl)
Barrili veröffentlichte rund 60 Romane und Novellen von denen einige auch auf Deutsch erschienen.
- L’olmo e l’edera. (10. Auflage, Treves, Mailand 1891, Textarchiv – Internet Archive).
- Santa Cecilia. 1866 (Textarchiv – Internet Archive).
- Capitan Dodero – Una notte bizzarra. 1867 (7. Auflage, Treves, Mailand 1881, Textarchiv – Internet Archive).
  - Eine abenteuerliche Nach. In: Novellenschatz des Auslandes. Band 2, übersetzt von Johannes Kugler, S. 1–64 (digitale-sammlungen.de).
- Come un sogno. 1875.
- La notte del Commendatore. 1876.
- Cuor di ferro e cuor d’oro. 1877.
- O tutto o nulla. 1881.

Historische Erzählungen
- La conquista d’Alessandro: studio dal vero. Treves, Mailand.
- Le confessioni di fra Gualberto: storia del secolo XIV. 1873.
- Castel Gavone. 1874.
- Diana degli embriaci. 1877.
- Tizio Caio Sempronio: storia mezzo romana. 1877 (erzählt vom altrömischen Leben).
- Semiramide. (erzählt vom alten Babylon).
- Il merlo bianco. (eine Geschichte, die in Japan spielt).

Briefe
- Lutezia Mailand 1878 (Briefe aus Paris, 2. Auflage 1879, Textarchiv – Internet Archive).

Politische Schrift
- Ritratti contemporanei: Cavour, Bismarck, Thiers. Mailand 1878.